# Boulmontéon
Boulmontéon est un village du département et la commune rurale de Koper, situé dans la province de l’Ioba et la région du Sud-Ouest au Burkina Faso.

## Géographie

### Situation et environnement
Boulmontéon se trouve à 6 km au sud-est de Koper et à environ 25 km au sud-est de Dano, le chef-lieu provincial.

### Démographie
- En 2006, le village comptait 624 habitants recensés[1].

## Santé et éducation
Le centre de soins le plus proche de Boulmontéon est le centre de santé et de promotion sociale (CSPS) de Gourpouo tandis que le centre médical avec antenne chirurgicale (CMA) de la province se trouve à Dano.